# 奈良明彦
奈良 明彦（なら あきひこ、1937年（昭和12年）9月16日 - ）は、日本の政治家、元山梨県上野原市長（1期）。

## 来歴
山梨県出身。東京薬科大学薬学部卒。地元で薬局を経営し、その後、大和開発興業を設立し、社長となる。上野原町議会議員を経て、山梨県議会議員（自民党）となり、上野原町長となる。上野原町は隣接の秋山村と合併し、2005年に上野原市が発足、合併後の市長選挙に立候補し、当選する。市長を1期務め、2009年に退任した。